# Kleine Ebene
Die Kleine Ebene ist eine Passhöhe im Pfälzerwald.

## Lage
Die Passhöhe befindet sich zwischen der Platte im Südwesten und dem Königsberg im Nordosten. Westlich erstreckt sich außerdem der Hohberg. Nördlich verläuft der Heidenbrunnertalbach, wo sich das Naturfreundehaus Heidenbrunnertal befindet und im Süden der Kaltenbrunnertalbach mit der Kaltenbrunner Hütte. Im Bereich der Passhöhe befindet sich die Grenze zwischen der Neustadter Kernstadt und des Ortsbezirks Hambach an der Weinstraße, der bis 1969 eine selbständige Gemeinde war.

## Tourismus
Auf der Kleinen Ebene befinden sich eine nicht bewirtschaftete Wanderhütte sowie eine Wegspinne.